# 2. zračnoprevozna pehotna brigada (ZDA)
Za druge 2. brigade glej 2. brigada.
2. zračnoprevozna pehotna brigada (angleško 2nd Airborne Infantry Brigade) je bila padalska enota Kopenske vojske Združenih držav Amerike.

## Zgodovina
Brigada je bila ustanovljena 30. junija 1943 v Camp Mackallu, da bi nadzorovala urjenje 501. in 508. padalskega pehotnega polka. Januarja 1944 je bila brigada premeščena na Severno Irsko, kjer je bila 15. januarja 1945 razpuščena.